# Samarra abasí
Samarra abasí es una ciudad del centro de Irak que fue capital del califato abasí entre 836 y 892. Fundada por el califa al-Mu'tasim, fue, durante un breve periodo de tiempo, una gran metrópolis que se extendía decenas de kilómetros a lo largo de la orilla oriental del Tigris. Tras el regreso de los califas a Bagdad fue abandonada a lo largo de la segunda mitad del siglo IX.
Las ruinas de la Samarra abasí han llegado hasta nuestros días gracias a su relativamente corto periodo de ocupación. El trazado de la ciudad aún puede verse a través de fotografías aéreas, que revelan una vasta red de calles planificadas, casas, palacios y mezquitas. Los estudios que comparan las pruebas arqueológicas con la información proporcionada por los historiadores musulmanes han permitido identificar muchos de los topónimos de la antigua ciudad.
El yacimiento arqueológico de Samarra fue declarado Patrimonio de la Humanidad por la UNESCO en 2007, por considerarlo "el plano mejor conservado de una gran ciudad antigua". La ciudad moderna del mismo nombre se encuentra dentro de las ruinas abasíes.

## Etimología

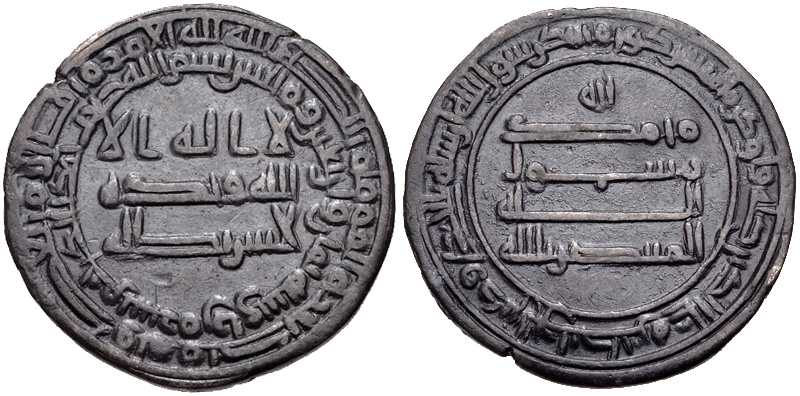
Dirham de al-Muntasir acuñado en Surra Man Ra'a (Samarra) en 861-862

Se sabe que el topónimo Samarra existía antes de la época islámica. Los autores clásicos mencionan el nombre de diversas formas, entre ellas la griega Suma (Σουμᾶ), la latina Sumere y la siríaca Šumara.
El nombre formal de la ciudad abasí era Surra Man Ra'ā (en árabe: سُرَّ مَنْ رَأَى‎ ), que significa "el que lo ve se alegra". Este nombre apareció en monedas y fue adoptado por algunos escritores medievales. Otras fuentes contemporáneas, sin embargo, utilizaron Sāmarrā (سَامَرَّا) o Sāmarrā' (سَامَرَّاء) como variantes del nombre preislámico, siendo esta última forma la que terminó por convertirse en la grafía estándar.

## Historia de la ciudad abasí

### Fundación
Samarra fue fundada por el octavo califa abasí al-Mu'tasim (r. 833-842) en 836. El motivo principal fue la necesidad del propio al-Mu'tasim de encontrar alojamiento para sus recién formados regimientos turcos y de otras nacionalidades. Estas tropas, que pertenecían a grupos que hasta entonces habían desempeñado un papel marginal en el mundo islámico, eran muy impopulares entre los habitantes de Bagdad, y en repetidas ocasiones se habían producido incidentes violentos entre los soldados y los bagdadíes. Por ello, hacia 835, Al-Mu'tasim decidió abandonar Bagdad, sede habitual de los califas abasíes desde 762, y crear una nueva capital de su elección.
Tras un periodo de búsqueda de un lugar adecuado, al-Mu'tasim se decidió por un emplazamiento a unos 130 km al norte de Bagdad, en la orilla oriental del Tigris, cerca de la cabecera del canal de Nahrawan. Después de enviar a sus hombres a comprar las propiedades locales, incluido un monasterio cristiano, el califa hizo que sus ingenieros inspeccionaran los lugares más adecuados para la urbanización. En 836 ya se habían construido los primeiros edificios en el lugar y al-Mu'tasim se trasladó a la nueva ciudad.
Desde el principio la construcción en Samarra se llevó a cabo a gran escala. El espacio no era un problema; el terreno era abundante y barato, y apenas había asentamientos preexistentes que obstaculizaran la expansión. Al-Mu'tasim delimitó varias parcelas en la nueva ciudad y concedió estos espacios a diversas élites del ejército y la administración para que los desarrollaran. Se crearon numerosos acantonamientos para los regimientos del ejército, que en muchos casos se segregaron intencionadamente de las residencias para la población en general. Se construyeron mercados, mezquitas y baños para el pueblo, así como varios palacios para el califa y otras personalidades. Se enviaron materiales y mano de obra de diversas partes del mundo musulmán para ayudar en las obras; herreros, carpinteros, escultores de mármol y artesanos colaboraron en la construcción.
La fundación de una nueva capital era una declaración pública del establecimiento de un nuevo régimen, al tiempo que permitía a la corte estar "a distancia de la población de Bagdad y protegida por una nueva guardia de tropas extranjeras, y en medio de una nueva cultura real que giraba en torno a extensos terrenos palaciegos, espectáculos públicos y una búsqueda aparentemente incesante de indulgencia ociosa" (T. El-Hibri), un acuerdo comparado por Oleg Grabar con la relación entre París y Versalles después de Luis XIV. Además, al crear una nueva ciudad en una zona hasta entonces deshabitada, al-Mu'tasim podía recompensar a sus seguidores con tierras y oportunidades comerciales sin coste alguno para él y libre de cualquier restricción, a diferencia de Bagdad con sus grupos de interés establecidos. De hecho, la venta de tierras parece haber producido considerables beneficios para el erario: como escribe Hugh Kennedy, se trataba de "una especie de gigantesca especulación inmobiliaria en la que tanto el gobierno como sus seguidores podían esperar beneficiarse".

### Bajo los sucesores de al-Mu'tasim
Tras la muerte de al-Mu'tasim, su sucesor al-Wathiq (r. 842-847) permaneció en Samarra. Su decisión de quedarse convenció a los residentes de la permanencia de la nueva ciudad y durante su reinado se inició una nueva ronda de construcciones. El propio al-Wathiq construyó un nuevo palacio, el Haruni (el nombre de pila de al-Wathiq era Harun), a orillas del Tigris, que se convirtió en su nueva residencia.
Al-Mutawakkil (r. 847-861) emprendió enérgicamente nuevas construcciones, ampliando la ciudad central hacia el este y construyendo la Gran Mezquita de Samarra, el acantonamiento de Balkuwara y numerosos palacios. Tras trasladarse a Damasco en 858, regresó a Irak y emprendió su proyecto más ambicioso, la nueva ciudad de al-Mutawakkiliyya, al norte de Samarra. En la nueva zona se incluyó el palacio de al-Ya'fari (Ja'far era su nombre de pila), al que se trasladó en 860. Sin embargo, fue asesinado al año siguiente y al-Mutawakkiliyya fue abandonada poco después.

La década que siguió al asesinato de al-Mutawakkil fue un periodo turbulento, conocido a veces como la Anarquía de Samarra, durante el cual la capital sufrió con frecuencia golpes de palacio y disturbios militares. El hijo de al-Mutawakkil, al-Muntasir (r. 861-862), abandonó al-Ya'fari y se trasladó al palacio de Jawsaq, que siguió siendo la residencia de sus sucesores. Al-Musta'in (r. 862-866), ante la imposibilidad de controlar a los regimientos samarranos, abandonó la ciudad e intentó establecerse en Bagdad en 865, pero los turcos y otras tropas respondieron deponiéndole y sitiando Bagdad hasta que el califa accedió a abdicar. Sus dos sucesores, al-Mu'tazz (r. 866-869) y al-Muhtadi (r. 869-870), también fueron derrocados por el ejército.
Al-Mu'tamid (r. 870-892) emprendió los últimos proyectos de construcción conocidos en Samarra, pero en el último periodo de su reinado parece que pasó menos tiempo en la ciudad. Tras su muerte, al-Mu'tadid (r. 892-902) regresó formalmente a Bagdad, poniendo fin así al interludio samarrano. Al-Muktafi (r. 902-908) consideró en un momento dado la posibilidad de volver a Samarra y acampar en el palacio de Jawsaq, pero acabó disuadido después de que sus asesores le informaran de los elevados costes del plan.
Por sí sola, Samarra tenía pocos incentivos para que sus habitantes se quedaran; el suministro de agua era problemático y la ciudad parece haber dependido en gran medida de los suministros de otros lugares. Mientras los califas estuvieron dispuestos a invertir grandes sumas de dinero en la ciudad, ésta siguió sobreviviendo; con el regreso de los califas a Bagdad, esta inversión se agotó y pronto gran parte de la ciudad quedó abandonada. En los siglos siguientes, algunos asentamientos aislados sobrevivieron entre las ruinas, pero la mayor parte de la ciudad pronto quedó deshabitada.

## Panorámica de la ciudad

Mapa de la Samarra abasí

Los restos conocidos de Samarra ocupan una superficie aproximada de 58 km2, la mayoría en la orilla oriental del Tigris. De los 6.314 edificios registrados en el yacimiento (en 1991), sólo nueve conservan algún componente de altura significativa; la gran mayoría de las ruinas consisten en montículos derrumbados de tierra apisonada y escombros dispersos. A nivel del suelo, los restos son en su mayoría poco impresionantes; sin embargo, vistos desde el aire, se aprecia claramente todo el plano de la ciudad abasí, con sus edificios y el trazado de sus calles.

### Centro de Samarra
El área central de la ciudad se construyó inicialmente durante el reinado de al-Mu'tasim, desarrollámdose posteriormente bajo al-Wathiq y al-Mutawakkil.
El trazado urbano de esta zona estaba dominado por una serie de largas y anchas avenidas que discurrían de norte a sur y de noroeste a sureste. El historiador y geógrafo musulmán al-Ya'qubi describe detalladamente estas avenidas y enumera los edificios y las parcelas que había a lo largo de cada una de ellas. Entre las avenidas había un gran número de calles más pequeñas y bloques de viviendas, junto con varios edificios más grandes.
Los residentes de esta sección de la ciudad eran una mezcla de civiles y militares. En algunos casos, los acantonamientos de las tropas estaban explícitamente segregados del resto de la población. Numerosos comandantes del ejército, junto con sus regimientos, recibieron asignaciones aquí, incluidos los de los turcos, faraghina, ushrusaniyya, maghariba, ishtakhaniyya, jund, shakiriyya, árabes y jurasaníes. Varios burócratas, príncipes abasíes y otras personalidades también tenían parcelas a lo largo de las avenidas.
Además de las residencias, en esta zona se ubicaban otros edificios, como los establos públicos y privados, la oficina de la Agencia Tributaria (diwan al-jaraj) y la gran prisión. Al-Mu'tasim describe los mercados con amplias hileras en las que cada tipo de mercancía se vendía en una sección separada. Cerca de los mercados estaba la horca de la que colgaron al rebelde Babak Jorramdin (khashabat Babak) y que servía para exponer a los ejecutados. En el Tigris había un gran número de muelles, donde se descargaban las provisiones procedentes de Mosul y otras ciudades.La mezquita original, diseñada por al-Mu'tasim, pronto se quedó pequeña para los habitantes de la ciudad; finalmente, al-Mutawakkil la demolió y sustituyó por la Gran Mezquita de Samarra, construida en las inmediaciones de al-Hayr. Esta mezquita, la mayor del mundo en aquella época, medía 239 × 156 m y tenía 17 naves en la sala de oración. Un muro de cerramiento de 443 × 374 m contaba con pórticos cubiertos para albergar a más fieles. El alminar en espiral, de 52 m de altura, sigue en pie en la parte trasera de la mezquita.

### Al-Matira
Al-Matira era un acantonamiento situado al sur del centro de Samarra. Se estableció dos farsakhs (12 km) al sur de la construcción inicial de la ciudad, en el emplazamiento de una aldea preexistente.
Al-Matira fue asignada por primera vez por al-Mu'tasim al general ushrusanan al-Afshin, junto con los ushrusaniyya y otros a su servicio. Al-Afshin se construyó una residencia y, por orden del califa, también tuvo edificar un pequeño mercado, mezquitas y baños. Tras la ejecución de al-Afshin en 841, al-Wathiq concedió al-Matira al general turco Wasif. Durante el reinado de al-Mutawakkil, su hijo al-Mu'ayyad fijó allí su residencia.
Al-Matira sobrevivió al abandono de Samarra por los califas y permaneció ocupada al menos hasta el siglo XIII.

### Dar al Khalifa
En el extremo norte del centro de Samarra se encontraba el palacio del califa (dar al-khalifa). Este lugar fue la sede oficial del gobierno durante los reinados de al-Mu'tasim, al-Muntasir, al-Musta'in, al-Mu'tazz, al-Muhtadi y al-Mu'tamid.
El complejo palaciego constaba de dos edificios principales. El más grande se conoce como Dar al-Amma (palacio público), y en él el califa concedía audiencia y llevaba a cabo sus asuntos oficiales, siendo también sede del tesoro público (bayt al-mal). En el lado occidental del palacio estaba la Bab al-Amma (puerta pública), cuyo triple iwán aún se conserva.En la Bab al-'Amma solían tener lugar las ejecuciones públicas y la exposición de los restos de los condenados a muerte.

El edificio más pequeño al norte se ha identificado como el yawsaq al-Jaqani, que servía de residencia privada del califa. Al-Mu'tasim encargó su construcción al turco Jaqan Urtuj, padre de al-Fath ibn Jaqan y Muzahim ibn Jaqan. Estaba situado en el interior de un recinto amurallado y en su parte oriental había un maydan o plaza que daba al punto de salida de un hipódromo en al-Hayr. Durante el violento periodo que siguió a la muerte de al-Mutawakkil, se menciona que el palacio Jawsaq sirvió frecuentemente de prisión para personajes prominentes; al-Mu'tazz, al-Mu'ayyad, al-Muwaffaq, al-Muhtadi y al-Mu'tamid estuvieron encarcelados allí en diversos momentos.
- Restos de Bab al-'Amma (c. 836), la puerta principal del palacio Dār al-Khilāfa en Samarra, Irak[39]
- Restos (parcialmente reconstruidos) del Gran Serdab o Birka Handasiyya, una sala hundida alrededor de un gran estanque circular, dentro del palacio Dār al-Khilāfa (alrededor de 836 o después)[40]

### Acantonamiento de Khaqan 'Urtuj y al-Waziriyya

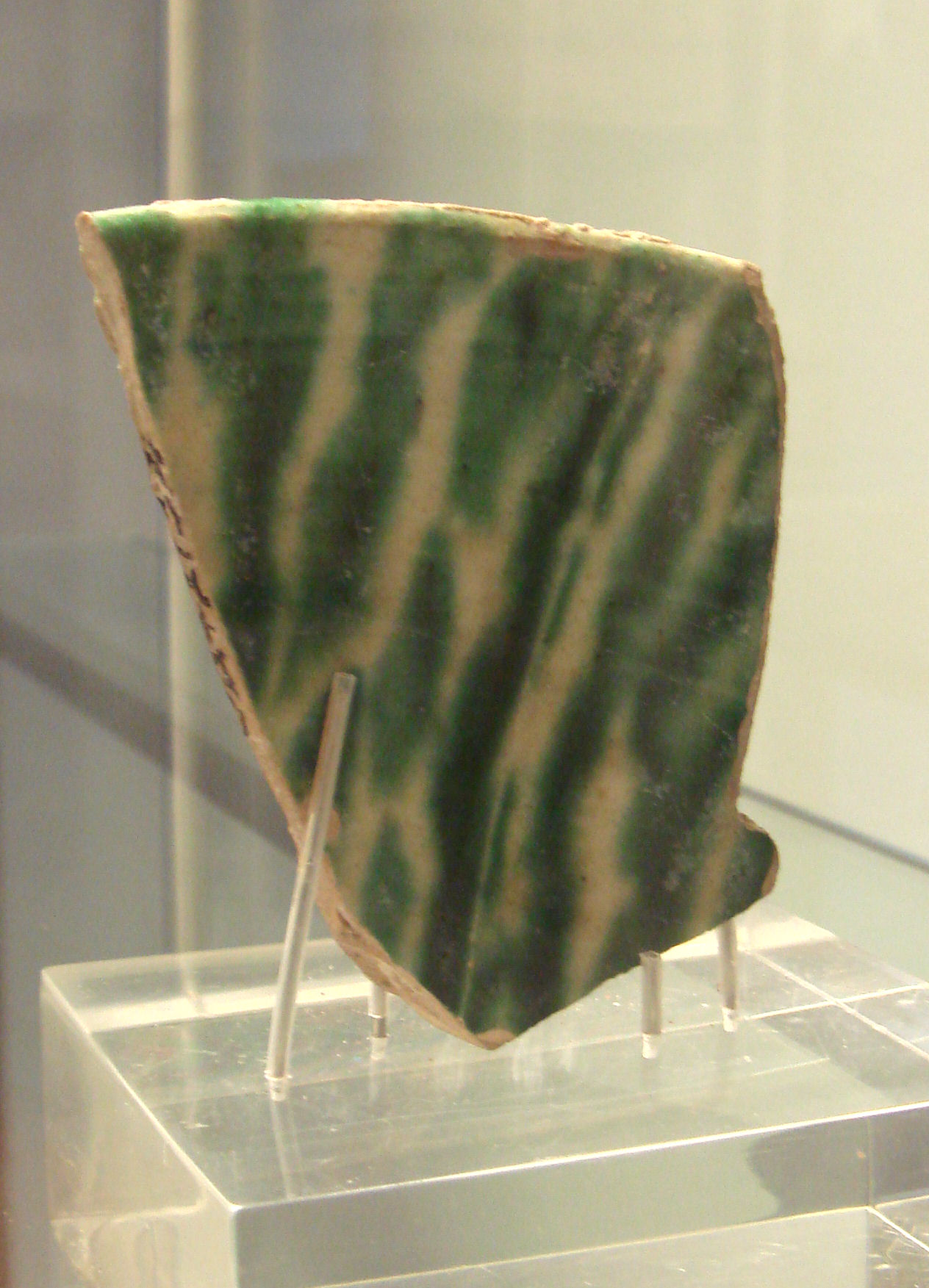
Fragmento de cerámica sancai de fabricación china, -, encontrado en Samarra, un ejemplo de las influencias chinas en la cerámica islámica

En la cara norte del Dar al-Jalifa había un acantonamiento amurallado. Este lugar se ha identificado como la zona asignada por al-Mu'tasim a Jaqan Urtuj y sus seguidores, que, al parecer, estaban separados de la población general. En algún momento, el acantonamiento parece haber albergado a los sirvientes que trabajaban en el palacio califal. Aquí también se encontraba un palacio más pequeño (posiblemente el palacio umari construido por Jagán Urtuj) y almacenes, y al-Hayr marcaba el límite oriental de la zona.
Inmediatamente al norte del acantonamiento de Jaqan Urtuj había una segunda zona en forma de diamante. Este acantonamiento se identificó provisionalmente como al-Waziriyya, donde se encontraba el palacio waziri construido por Abu al-Wazir. Al igual que el acantonamiento de Jaqan Urtuj, probablemente se utilizó para alojar a los sirvientes del califa.

### Al-Karkh y al-Dur
Al-Karkh y al-Dur eran dos acantonamientos situados varios kilómetros al norte de Samarra. Construidos durante el reinado de al-Mu'tasim, ambas zonas parecen haber albergado regimientos turcos y con frecuencia se mencionan juntas.
Al-Karkh (a veces llamado Karkh Samarra en las fuentes) se construyó cerca de un asentamiento preexistente, Shaykh Wali. Se asignó al general turco Ashinas, con órdenes estrictas de que no se permitiera vivir allí a extraños (es decir, no turcos) y que sus seguidores no se relacionaran con personas de cultura árabe. Ashinas construyó un palacio que contenía una mezquita; tras su muerte, este edificio se entregó a al-Fath ibn Jaqan. Los detalles del asentamiento de al-Dur, al norte de al-Karkh, son menos conocidos, pero está claro que los turcos también se asentaron en esta zona.
Al-Yaqubi describe la construcción de mezquitas, baños y mercados en al-Karkh y al-Dur. Ambas zonas siguieron estando pobladas tras el abandono de Samarra y parece que se consideraban suburbios de Samarra propiamente dicha; el geógrafo del siglo X al-Muqaddasi, por ejemplo, se refiere a ambas localidades como dependencias de Samarra. Parecen haber sobrevivido al menos hasta el siglo XIII.

### Al Hayr
Al-Hayr era un enorme coto de caza situado al este de Samarra. Lo rodeaba una muralla de tierra, que abarcaba una superficie de 114 km2. La parte occidental de la muralla que bordeaba el centro de la ciudad fue demolida y reconstruida en repetidas ocasiones para dar paso a nuevas construcciones, como la Gran Mezquita. Dentro de al-Hayr había una serie de hipódromos de varios kilómetros de longitud. Su trazado variaba: uno tenía forma de paracaídas, otro de botella y un tercero de trébol.

### Al Haruni
Al-Haruni fue un palacio construido por Harun al-Wathiq a orillas del Tigris. Al-Wathiq residió aquí durante su reinado, al igual que al-Mutawakkil antes de la construcción de al-Ya'fariyya en 859.

### Balkuwara
Balkuwara era un acantonamiento situado al sur de al-Matira. Uno de sus principales atractivos era el palacio que sirvió de residencia a al-Mu'tazz durante el califato de su padre, al-Mutawakkil. Construido durante el reinado de al-Mutawakkil, el palacio daba al Tigris y estaba rodeado por dos muros: el exterior, de 1165 × 1171 m, y el interior, de 464 × 575 m. Las excavaciones realizadas a principios del siglo XX revelaron elementos decorativos consistentes en estuco, frescos, vidrieras de colores y hornacinas.

### Al-Mutawakkiliyya y al-Ja'fari

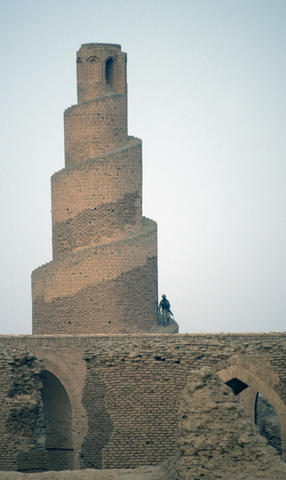
El minarete en espiral de la mezquita de Abu Dulaf

Al-Mutawakkiliyya fue el mayor proyecto de construcción del califa Yafar al-Mutawakkil, que ordenó construir una nueva ciudad en la frontera norte de al-Dur en 859. Esta ciudad, que se construyó en las proximidades del asentamiento de al-Mahuza, estaba destinada a sustituir a Samarra como residencia de los califas.
Al-Mutawakkiliyya consistía en una zona no amurallada por cuyo centro discurría una avenida norte-sur. En el lado occidental de la avenida estaba la mezquita de Abu Dulaf. Al igual que la Gran Mezquita de Samarra, la mezquita de Abu Dulaf tenía un alminar en espiral de 34 m de altura. La avenida desembocaba en el palacio yafari, la nueva residencia de al-Mutawakkil. Estaba situado al norte de al-Mutawakkiliyya y separado del resto de la ciudad por una muralla. También se excavó un canal para abastecer de agua a la nueva ciudad, pero este proyecto fracasó y el canal nunca llegó a funcionar correctamente.
El edificio de al-Mutawakkiliyya marcó el punto álgido de la expansión de Samarra; según al-Ya'qubi hubo un desarrollo continuo entre al-Ya'fari y Balkuwara, extendiéndose a lo largo de siete farsajs (42 km). Sin embargo, a pesar de la gran cantidad de dinero que se gastó en su construcción, al-Mutawakkiliyya estuvo ocupada muy poco tiempo. Al-Mutawakkil fijó su residencia en al-Ya'fari en 860 y trasladó la burocracia gubernamental (diwans) desde Samarra, pero tras su asesinato en diciembre de 861, su hijo y sucesor al-Muntasir ordenó el regreso a Samarra y fijó su residencia en el palacio de Jawsaq.

### Al Musharrahat
Al-Musharrahat era un complejo situado en los alrededores de Qadisiyya, al sur de Samarra. En el lado norte había un palacio, y en los lados este y oeste, viviendas. Del complejo partía un gran recinto trapezoidal que se extendía varios kilómetros hacia el norte, hasta al-Hayr. Este lugar, que evidentemente sirvió de palacio de caza, se identifica con al-Shah, construido probablemente durante el reinado de al-Mutawakkil.

### Al oeste del Tigris
Aunque la mayor parte del desarrollo de Samarra se situó en la orilla oriental del Tigris, también se construyeron varios edificios en la orilla occidental. Al-Mu'tasim construyó un puente sobre el Tigris y fundó urbanizaciones, huertos y jardines en la orilla oeste.
Al-Istablat era una gran estructura amurallada situada al sur de Samarra. La parte norte consistía en un palacio que daba al Tigris, mientras que la zona sur contenía varias viviendas. También se construyó una larga muralla exterior que rodeaba al-Istablat y sus alrededores. Se cree que al-Istablat es al-Arus, uno de los palacios construidos por al-Mutawakkil.
Qasr al-Ashiq era un palacio situado frente a al-Haruni y el Dar al-Jalifa. Es el mejor conservado de los palacios samarranos y el edificio principal fue restaurado casi por completo a finales del siglo XX. La planta del palacio parece haberse basado en la del Jawsaq. Se identifica con al-Ma'shuq, construido por al-Mu'tamid y que le sirvió de residencia durante parte de su califato..

Qubbat al-Sulaybiyya es un pequeño edificio octogonal situado al sur de Qasr al-Ashiq. A una estructura octogonal interior con una cúpula se accedía por rampas que ascendían por los cuatro lados. Las obras de restauración de la década de 1970 incluyeron la reconstrucción de la cúpula.. Construido originalmente alrededor de 862, es el ejemplo más antiguo que se conserva de una tumba abovedada en la arquitectura islámica.

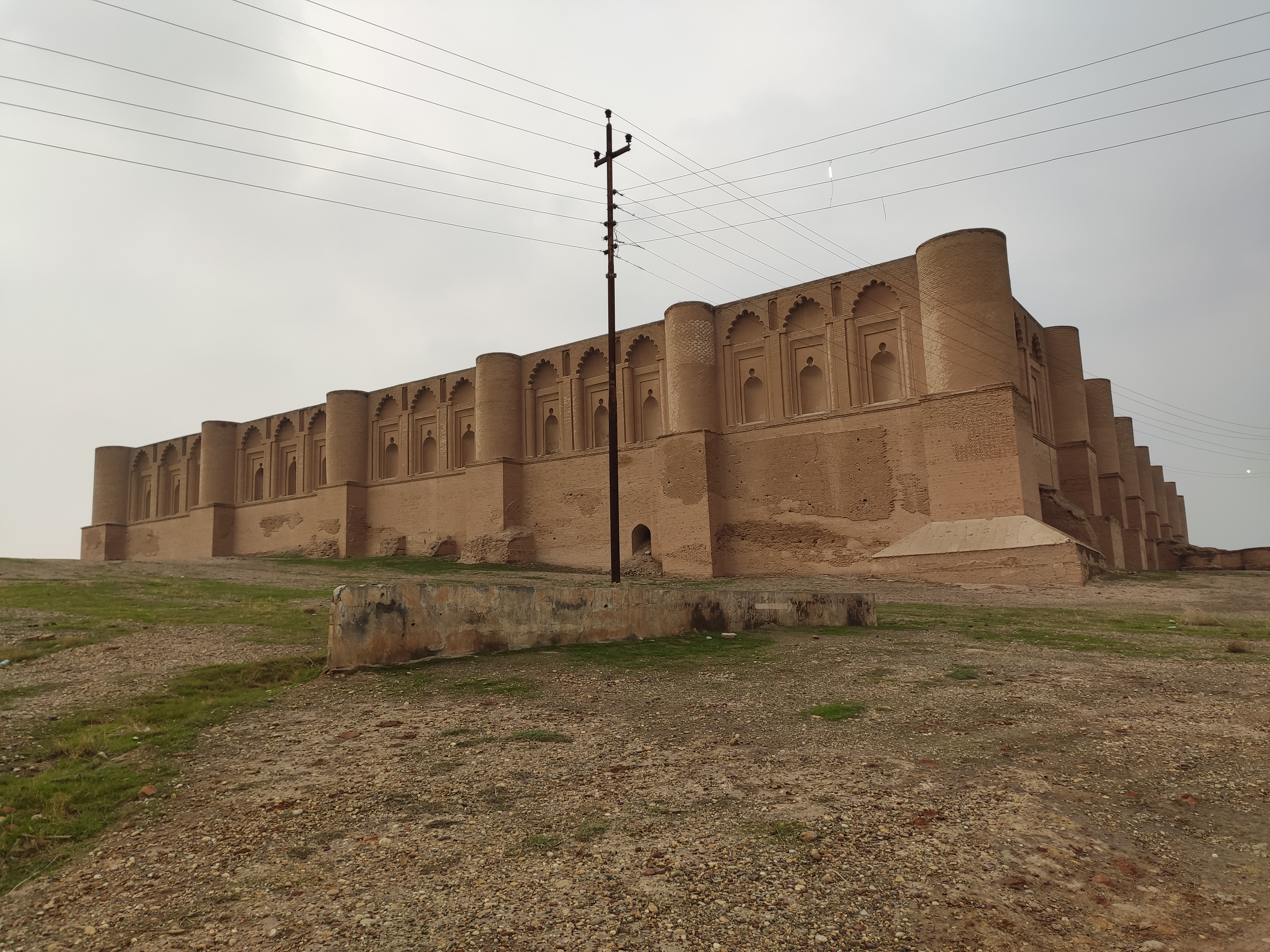
Qasr al-'Ashiq, un palacio cerca de Samarra, construido entre 878 y 882
Qubbat al-Sulaybiyya en Samarra, el mausoleo abovedado islámico más antiguo que se conserva (c. 862)[73]

## Ornamentos arquitectónicos
Ernst Herzfeld, arqueólogo alemán del siglo XX, realizó una excavación a gran escala en el Palacio Califal Principal de Samarra en 1911-13. Herzfeld encontró tablas de estuco tallado, mármol, elementos decorativos cerámicos y otros materiales. En sus publicaciones Herzfeld identifica tres estilos de ornamentación tallada, el Primer Estilo (al que se refirió como Estilo Biselado), el Segundo Estilo y el Tercer Estilo. Aunque esta clasificación fue generalmente aceptada por sus sucesores, la investigación en este campo cuestiona actualmente tanto el origen como la cronología de dichos estilos.

El primer patrón que observa Herzfeld aparece en fragmentos de mármol extraídos del complejo de la Sala de Audiencias. Este está formado por formas de herradura que se repiten en hileras. Los siguientes están en la pared de mármol y consisten en motivos de trébol y símbolos en forma de pétalo. El último estaba formado por un patrón de hojas de cinco lóbulos que eran representaban palmetas. La fuente de inspiración del ornamento arquitectónico se encontraba en las plantas, como en los tallos, las ramas que se superponían o enredaban, las hojas que aparecían de dos en dos o de tres en tres, o en las hojas y frutos de las palmeras.

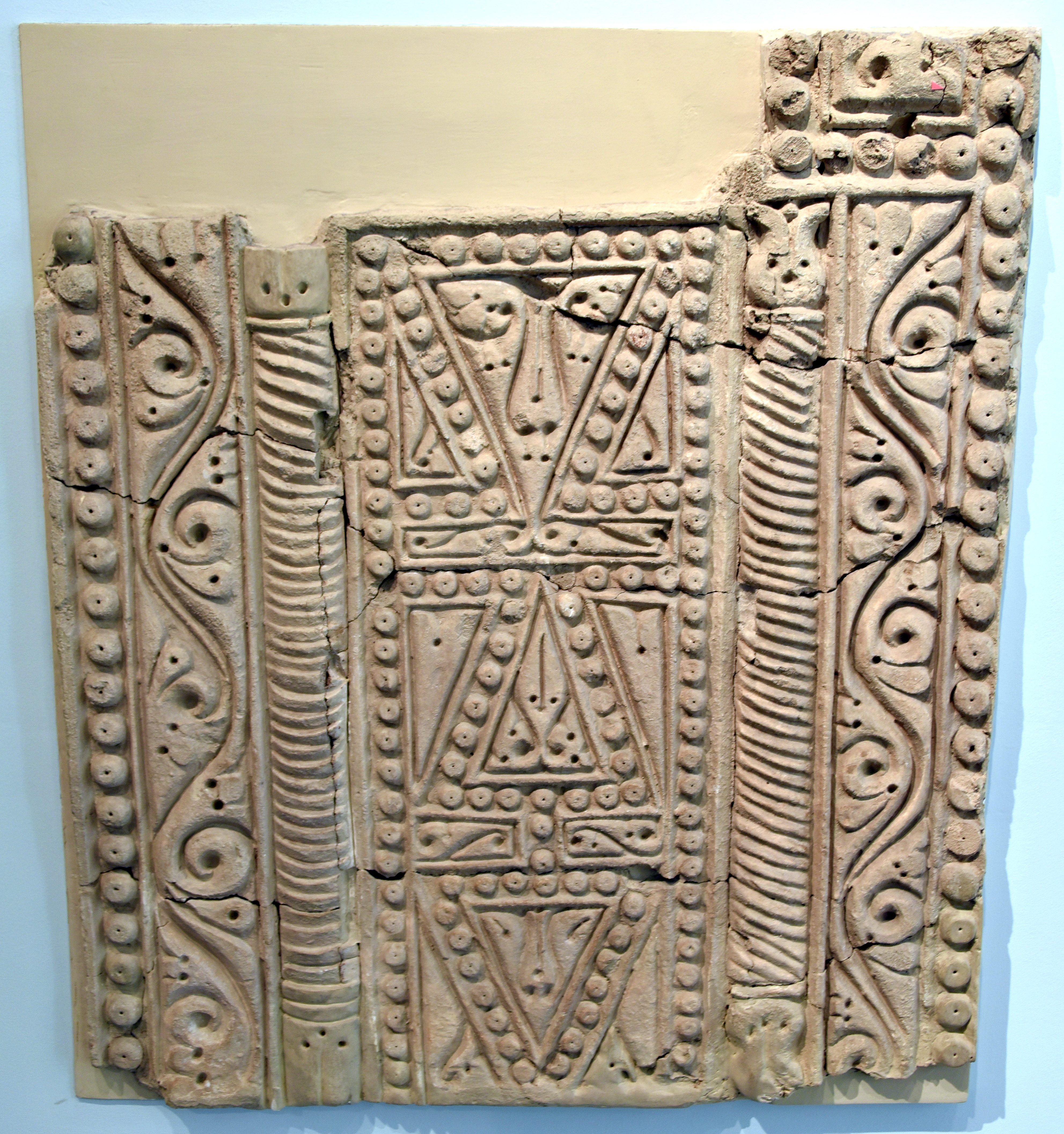
Fragmento de estuco tallado de Samarra, Irak, siglo IX (en el Museo de Arte Islámico, Berlín )
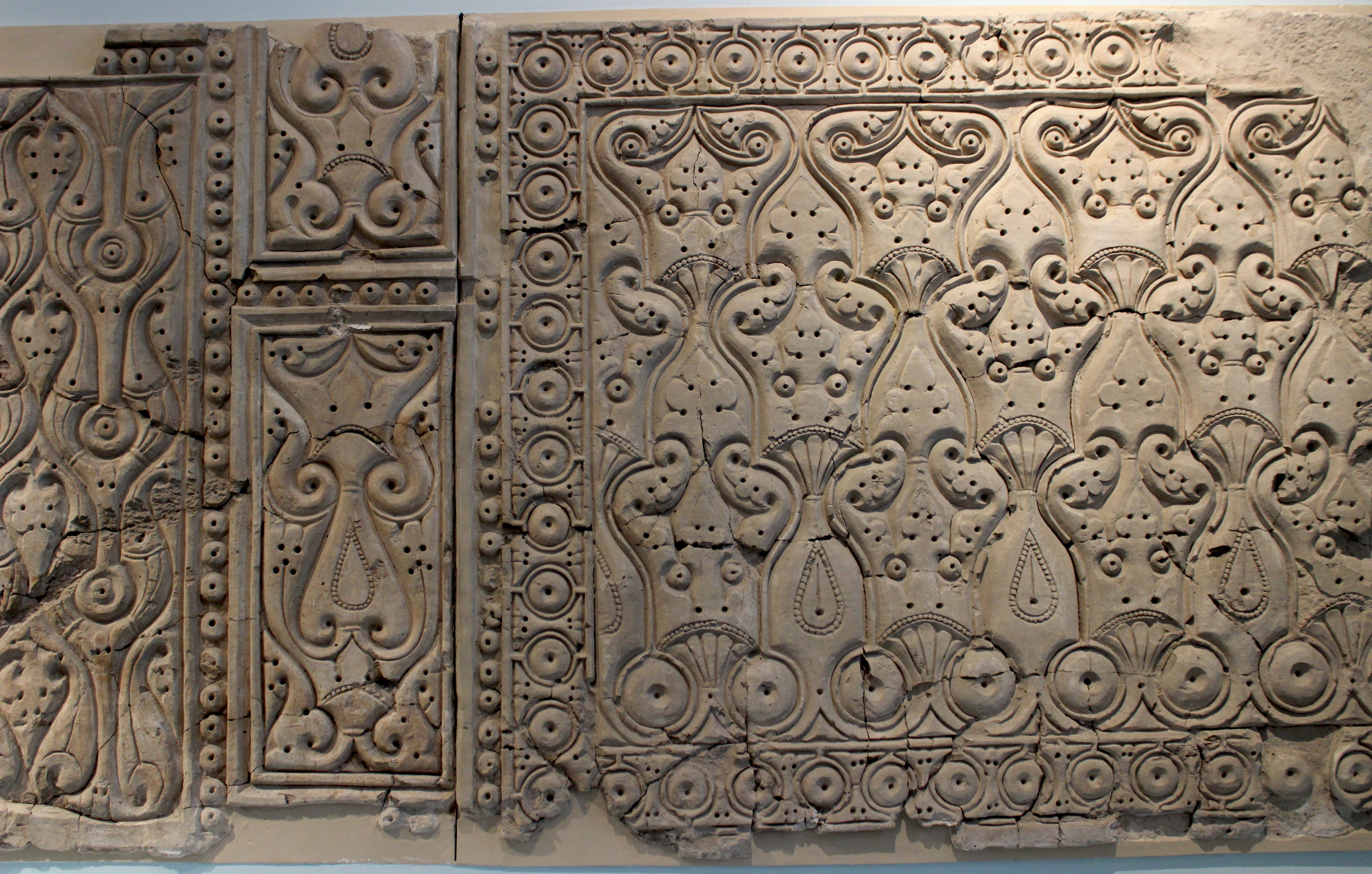
Panel decorativo de estuco, en Estilo C o "estilo biselado", de Samarra (en el Museo de Arte Islámico de Berlín)
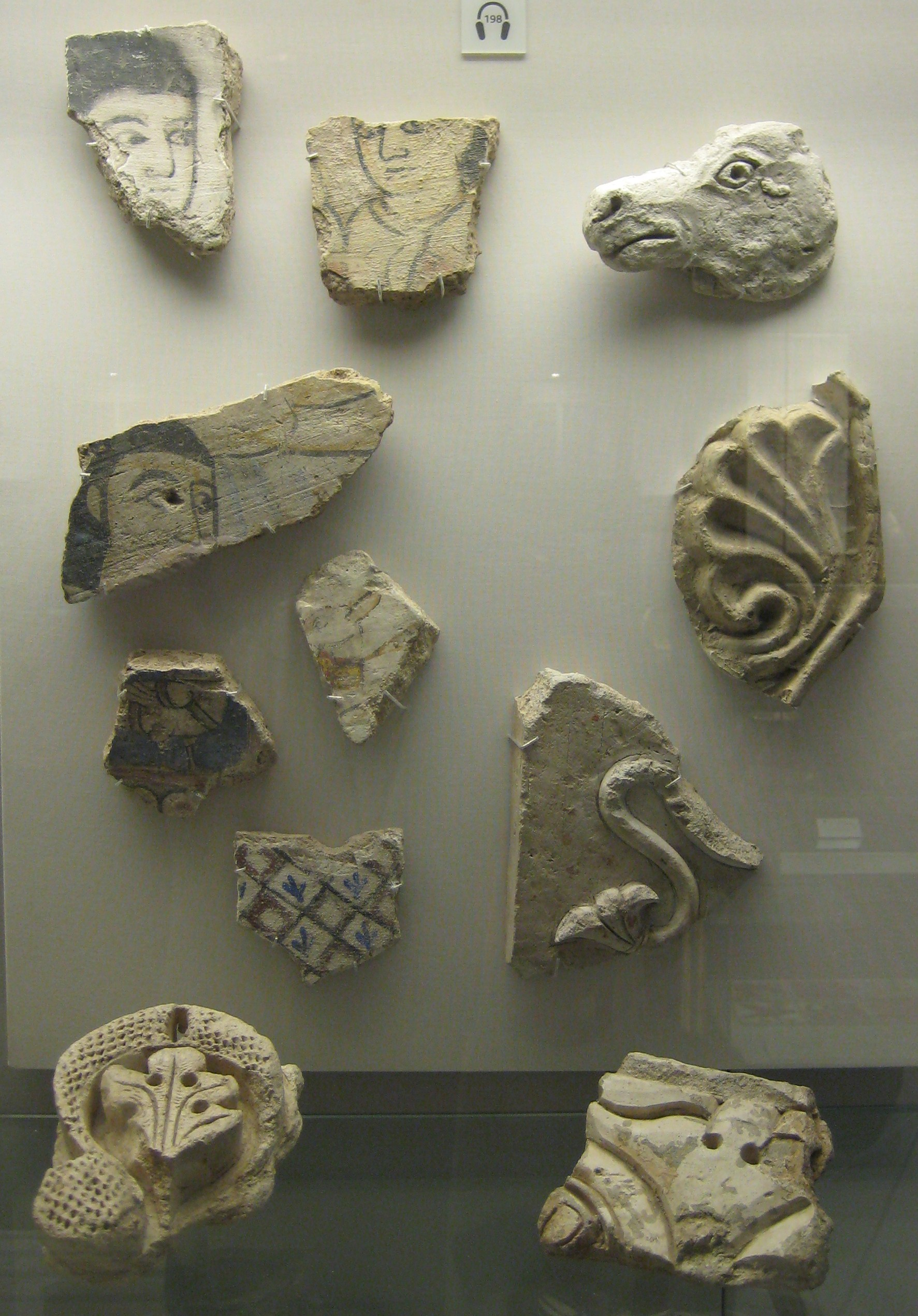
Fragmentos de yeso pintado o tallado de interiores

## Investigaciones y desarrollos actuales.

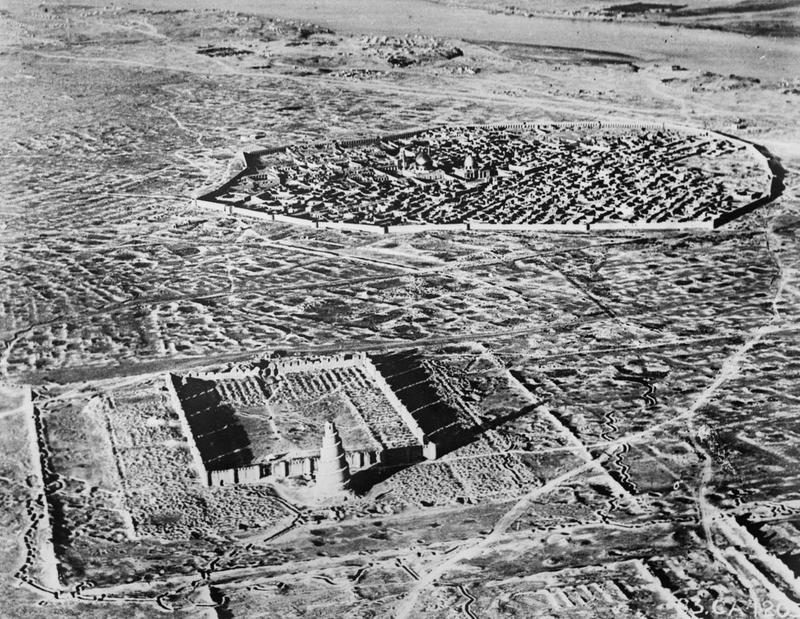
Samarra a principios del siglo XX

Samarra atrajo por primera vez la atención de los arqueólogos a principios del siglo XX, y Henri Viollet, Friedrich Sarre y Ernst Herzfeld llevaron a cabo excavaciones en el periodo previo a la Primera Guerra Mundial. Entre 1924 y 1961 se tomaron fotografías aéreas que conservaban partes del yacimiento que desde entonces han sido invadidas por nuevas urbanizaciones. La Dirección General de Antigüedades de Irak reanudó las excavaciones entre 1936 y 1940, continuando en las décadas de 1960 y 1970. Entre 1980 y 1990 se llevaron a cabo trabajos de excavación y restauración. Por la misma época, Alastair Northedge inspeccionó los restos de la ciudad y ha publicado varias obras sobre el tema. A pesar de estos proyectos, se calcula que el 80% del yacimiento seguía sin excavar a principios del siglo XXI.
En el siglo XX, la construcción de la presa de Samarra en la década de 1950 y el crecimiento de la ciudad moderna de Samarra han provocado que algunas partes de las ruinas hayan sido invadidas por nuevas construcciones y cultivos. La guerra de Irak (2003-2011) también causó daños en el yacimiento, como en 2005, cuando estalló una bomba en lo alto del minarete de la Gran Mezquita. El complejo palaciego de Sur Ashinas fue escenario de combates entre el Estado Islámico de Irak y el Levante y el Ejército iraquí y las milicias tribales durante la ofensiva del ISIL en Irak en 2015.
La Ciudad Arqueológica de Samarra fue declarada Patrimonio de la Humanidad por la UNESCO en 2007. Este organismo considera que Samarra es la única capital islámica que conserva su plano, arquitectura y tallas originales.

### Citas
1. ↑  Northedge, 2008, pp. 32–33.
2. 1 2 3 4  UNESCO,.
3. ↑  Northedge, 2008, p. 97.
4. ↑  Gordon, 2001, pp. 15 ff., 50 ff..
5. 1 2 3 4  Kennedy, 2004, p. 163.
6. ↑  Yarshater, 1985–2007, v. 33: pp. 25-26.
7. ↑  Yarshater, 1985–2007, v. 33: p. 26.
8. ↑  Kennedy, 2004b, p. 219.
9. ↑  Al-Ya'qubi, 1892, pp. 258–64.
10. 1 2  Al-Ya'qubi, 1892, pp. 264–65.
11. ↑  Yarshater, 1985–2007, v. 34: pp. 149-52.
12. ↑  Al-Ya'qubi, 1892, pp. 267–68.
13. ↑  Tuetey, 1985, p. 260 nº 145.
14. 1 2  Al-Ya'qubi, 1892, p. 268.
15. ↑  Northedge, 2008, pp. 239 ff..
16. ↑  Yarshater, 1985–2007, v. 38: pp. 120-21.
17. ↑  Al-Ya'qubi, 1892, p. 263.
18. ↑  Kennedy, 2004, p. 164.
19. ↑  Le Strange, 1905, pp. 55–56.
20. ↑  Northedge, 1991, p. 74.
21. ↑  Northedge, 2008, 97–100, 122 ff..
22. ↑  Northedge, 2008, p. 100.
23. ↑  Al-Ya'qubi, 1892, pp. 260–63.
24. ↑  Northedge, 2008, pp. 100 ff..
25. 1 2  Al-Ya'qubi, 1892, pp. 255–56.
26. ↑  Yarshater, 1985–2007, v. 33: pp. 87-88; v. 35, p. 122.
27. ↑  Al-Ya'qubi, 1892, pp. 258, 260–61.
28. ↑  CEMML,, 060. Samarra — Al-Mutawakkil Mosque & Minaret al-Malwiya.
29. 1 2 3  Al-Ya'qubi, 1892, p. 259.
30. ↑  Al-Ya'qubi, 1892, pp. 259, 264–65.
31. ↑  Northedge, 2008, p. 242.
32. ↑  Northedge, 2008, pp. 133, 143.
33. ↑  Al-Ya'qubi, 1892, p. 255.
34. ↑  CEMML,, 059. Samarra — Bab al-'Amma, the Jawsaq al-Khaqani Palace Gate.
35. ↑  Yarshater, 1985–2007, v. 36: pp. 11, 90, 136.
36. 1 2 3  Al-Ya'qubi, 1892, p. 258.
37. ↑  Northedge, 2008, pp. 141–144.
38. ↑  Yarshater, 1985–2007, v. 35: pp. 7, 35, 131; v. 36: pp. 98, 105.

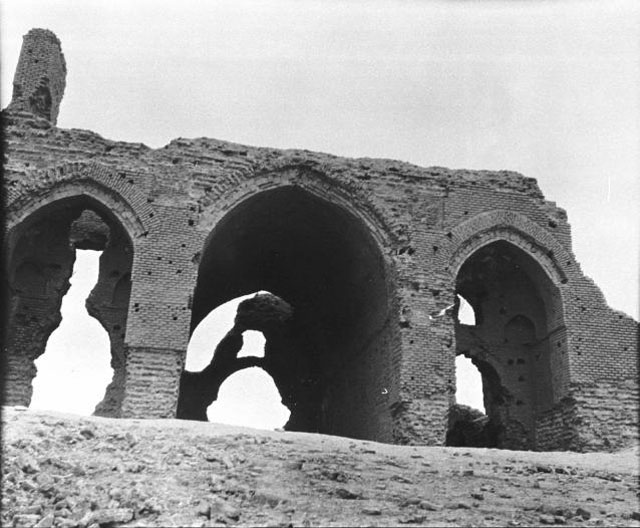
Restos de Bab al-'Amma (c. 836), la puerta principal del palacio Dār al-Khilāfa en Samarra, Irak
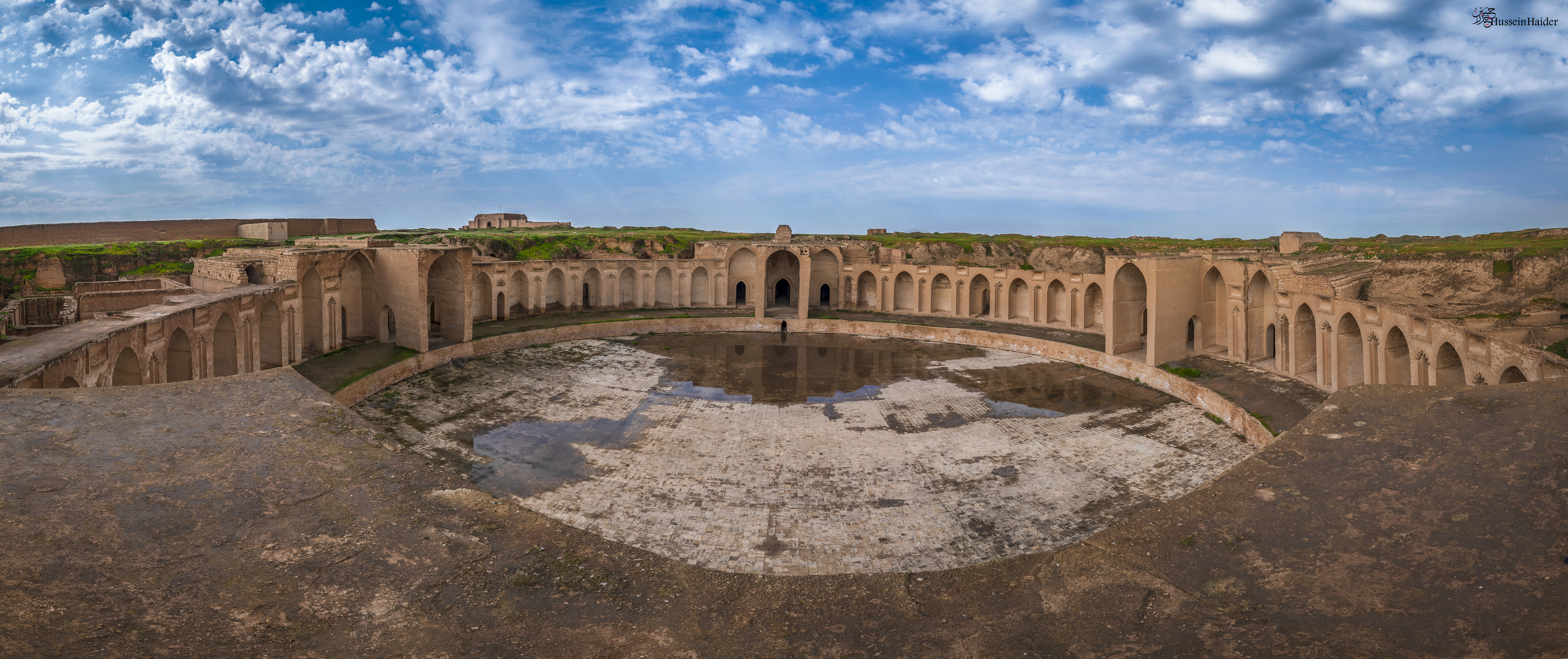
Restos (parcialmente reconstruidos) del Gran Serdab o Birka Handasiyya, una sala hundida alrededor de un gran estanque circular, dentro del palacio Dār al-Khilāfa (alrededor de 836 o después)

39. ↑  Ettinghausen, Grabar y Jenkins-Madina, 2001, p. 55-56.
40. 1 2  Northedge, 1993.
41. ↑  Northedge, 2008, pp. 144–46.
42. ↑  Northedge, 2008, pp. 146–48.
43. ↑  Gordon, 2001, p. 199.
44. ↑  Yarshater, 1985–2007, v. 35: pp. 12, 30-31, 140, 152, 164; v. 36, pp. 76, 78, 85, 86, 87, 91. 95, 96, 99.
45. ↑  Northedge, 2008, pp. 173 ff..
46. ↑  Al-Ya'qubi, 1892, pp. 259, 266.
47. ↑  Northedge, 2008, p. 183.
48. ↑  Al-Muqaddasi, 2001, p. 55.
49. ↑  Northedge, 2008, pp. 183, 242.
50. ↑  Al-Ya'qubi, 1892, pp. 258, 263, 265.
51. ↑  Northedge, 2008, pp. 152 ff..
52. ↑  Northedge, 2008, pp. 225–27.
53. ↑  Al-Ya'qubi, 1892, p. 265.
54. ↑  CEMML,, 056. Samarra — Balkuwara Palace.
55. ↑  Leisten, 2003, pp. 69–71, 81–104.
56. ↑  Northedge, 2008, pp. 189–191, 198–200.
57. ↑  Northedge, 1991, p. 89.
58. ↑  Al-Ya'qubi, 1892, p. 266.
59. 1 2  Northedge, 2008, 211 ff..
60. ↑  CEMML,, 055. Samarra — Abu Dulaf Mosque and Minaret.
61. 1 2  Al-Ya'qubi, 1892, pp. 266–67.
62. ↑  Northedge, 2008, pp. 204–07.
63. ↑  Al-Ya'qubi, 1892, pp. 263–64.
64. ↑  Northedge, 2008, pp. 227 ff..
65. ↑  Northedge, 2008, pp. 200–04.
66. ↑  Leisten, 2003, pp. 105–110.
67. ↑  Northedge, 2008, pp. 233–35.
68. ↑  CEMML,, 061. Samarra — Qasr al-Ashiq.
69. ↑  CEMML,, 063. Samarra — Sulaybiya Mausoleum.
70. ↑  Leisten, 2003, pp. 72–78.
71. ↑  Northedge, 2008, pp. 230–33.
72. ↑  Petersen, 2002, p. 240.
73. 1 2  Bloom y Blair, 2009, Tomb.
74. ↑  Bloom y Blair, 2009, Architecture.
75. ↑  Saba, Matthew D. (27 de agosto de 2015). «A Restricted Gaze: The Ornament of the Main Caliphal Palace of Samarra». Muqarnas Online 32 (1): 155-195. ISSN 0732-2992. doi:10.1163/22118993-00321p09.
76. ↑  Saba, Matthew D. (27 de agosto de 2015). «A Restricted Gaze: The Ornament of the Main Caliphal Palace of Samarra». Muqarnas Online (en inglés) 32 (1): 155-195. ISSN 0732-2992. doi:10.1163/22118993-00321p09.
77. ↑  Saba, Matthew D. (27 de agosto de 2015). «A Restricted Gaze: The Ornament of the Main Caliphal Palace of Samarra». Muqarnas Online (en inglés) 32 (1): 155-195. ISSN 0732-2992. doi:10.1163/22118993-00321p09.
78. ↑  Zahra, Fatima; Safrizal Bin Shahir (7 de junio de 2022). «Spiritual Aesthetics of Islamic Ornamentation and the Aesthetic Value in Islamic Architecture». Journal of Islamic Thought and Civilization (en inglés) 12 (1): 164-175. ISSN 2520-0313. doi:10.32350/jitc.121.08.
79. ↑  Freer-Sackler,.
80. ↑  Shaw y King, 1999, p. 505.
81. ↑  Northedge, 2006, p. 6.
82. ↑  Northedge, 1990.
83. ↑  Northedge, 1991.
84. ↑  Northedge, 2008.
85. ↑  Northedge y Kennet, 2015.
86. ↑  Finster, 2004, p. 241, credits Northedge and his work for ensuring that "Samarra was not consigned to oblivion.".
87. ↑  Northedge y Kennet, 2015, p. 49.
88. ↑  BBC, 2005.
89. ↑  Reuters, 2015.